# Dubionki (rejon sudogodski)
Dubionki (ros. Дубёнки) – wieś (ros. село, trb. sieło) w środkowej Rosji w Rejonie sudogodskim Obwodu włodzimierskiego.
W 2010 r. miejscowość zamieszkiwało 19 osób.
Tu urodził się Aleksandr Wasiljewicz Sawieljew (1917–1949), uczestnik Wielkiej wojny ojczyźnianej, Bohater Związku Radzieckiego